# Frederick Townsend Ward
Frederick Townsend Ward (Chino tradicional: 華爾; Salem, 29 de noviembre de 1831 – Cixi, 22 de septiembre de 1862) fue un marinero y mercenario estadounidense conocido por su servicio militar en la China Imperial durante la Rebelión de Taiping, donde fundaría el Cuerpo de Armas Extranjeras, renombrada como Ejército Siempre Victorioso por el Emperador Qing, que sería fundamental para la derrota de la rebelión Taiping.

## Biografía
Ward nació en Salem, Massachusetts el 29 de noviembre de 1831. En 1847, su padre le encontró un puesto como segundo oficial en el Hamilton, un barco de vele tipo clípper comandado por un amigo de la familia.
En ese mismo año, a bordo del Hamilton, Ward navegó de Nueva York a Hong Kong. En el otoño de 1847, Ward retornó a Estados Unidos e ingresó a la Escuela Militar de Vermont, actual Universidad de Norwich. Sin embargo no pudo graduarse debido a dificultades financieras. En 1850 se embarcó como primer oficial del barco tipo clíper Russell Clover. En este barco, su padre era el capitán. 

### Cronología de su vida desde 1850 a 1860
Desde 1850 a 1960 trabajó como filibustero bajo la dirección de William Walker, como soldado en la Guerra de Crimea, como agente de su padre en Shanghái. Con más precisión se ve en la siguiente cronología:
- 1850 Primer oficial, en el barco tipo clíper Russell Clover, De Nueva York a San Francisco. Visita Campos de Oro (? ) Conoce a Giuseppe Garibaldi en Panamá o Perú (? )
- 1851 Primer oficial, barca mercante, San Francisco y Shanghái. Marinero, buques de carga costeros, costa de China
- 1852 Marinero, en un carguero costero, en la costa de China. Primer oficial (oficial ejecutivo), en el carguero Gold Hunter, que transportaba a chinos culí a México. Desembarca en Tehuantepec, México. Conoce a William Walker, se une a las fuerzas de Walker como filibustero.
- 1853 Forma parte de los filibusteros dirigidos por Walker que invaden Sonora y fundan la República de Baja California, renuncia en algún momento de 1853 o 1854, permanece en México.
- 1854 Sigue en México, trabaja con chatarra. Sus negocios fracasan, viaja a San Francisco en mula. Primer oficial, en el barco tipo clíper Westward Ho!, San Francisco – Nueva York – Hong Kong. Le niegan ser filibustero contra los Taiping (? ) El gobierno manchú no está dispuesto a emplear a occidentales. Ward regresa a Nueva York, se alista en el ejército francés y entra en la Guerra de Crimea.
- 1855 Ward en la guerra de Crimea, se le permite renunciar después de insubordinarse a un superior
- 1856 Paradero desconocido
- 1857 Está en China, trabaja como primer oficial en el vapor costero Antelope
- 1858 Mercenario de Juárez en México(? ) Ranger de Texas (? )
- 1859 Ciudad de Nueva York, empleado en la oficina de la agencia naviera de su padre. Viaja a San Francisco de camino a Shanghái (acompañado por el hermano Harry)
- 1860 Llega a Shanghái (aún no lo sabe, pero jamás volverá a los Estados Unidos). Oficial ejecutivo en el Confucius, barco de vapor fluvial usado contra los piratas. Comandante, Cuerpo de Ejército Extranjero, futuro Ejército Siempre Victorioso.

### Retorno a China
Ward (con grado de general) llegó a Penang, Malasia, en el vapor Ganges acompañado al Ministro de los EE. UU. Fue transferido al USS Powhatan y le enviaron a Pekín, en mayo de 1859. El gobierno estadounidense también fletó al mismo tiempo el vapor Hong Kong para acompañar a Ward hacia el norte y con la misión de devolver los restos de Ye Mingchen (Mandarín responsable del incidente del Arrow, causus belli de la segunda guerra del Opio) para su entierro en Cantón, el 13 de mayo de 1859.
Ward y su hermano llegaron a Shanghái, China, en 1860 con el fin de comerciar, y ver si había la oportunidad de establecer una extensión de la oficina de Nueva York de su padre. Ward tenía poco respeto por las prácticas comerciales de Shanghái, a las cuales consideraba como "mentiras, estafas y contrabando".
Mientras el hermano de Ward establecía un negocio comercial en Shanghái, el propio Ward asumió un empleo como oficial ejecutivo en el vapor Confucius, un barco fluvial comandado por Gough (de origen británico), empleado por la Oficina de Supresión de Piratas de Shanghái. Esta Oficina fue organizada por Xue Huan y Wu Xu, funcionarios gubernamentales de Shanghái que se esforzaron por proteger la asociación imperial explícita con mercenarios y militares occidentales, y fue financiada principalmente por Yang Fang, un destacado banquero y comerciante de Ningbo.  
Ward destacó en el Confucius. Sus hazañas, experiencia militar previa, capacidad para empatizar con las poblaciones locales y motivar a los soldados chinos, y sus intenciones mercenarias declaradas le convirtió en un candidato atractivo para liderar una fuerza de ciudadanos extranjeros en defensa de Shanghái contra las fuerzas invasoras de Taiping.
Wu Xu y Yang Fang reconocieron cada vez más que tal fuerza era necesaria, ya que las fuerzas imperiales, frecuentemente integradas por eruditos y reclutas confucianos, en lugar de comandantes y soldados experimentados, habían demostrado ser incapaces de derrotar a las fuerzas de Taiping.
A través de sus contactos con la comunidad empresarial occidental y la implacable autopromoción de Ward, en la primavera de 1860, Wu y Fang se acercaron a Ward y contrataron sus servicios de mercenario. Se comprometieron a pagarle a Ward 100 dólares al mes por cada hombre alistado, 600 dólares al mes para los oficiales y pagar una suma por cada ciudad reconquistada. El monto variaría entre 45 000 dólares a 133 000 dólares según el tamaño de la ciudad reconquistada. Los comerciantes se comprometieron a proporcionar comida para la fuerza de Ward y aportar fondos para la compra de armas.
Ward reclutó a los occidentales que estén en los  muelles de Shanghái, sobrios o no, capaces de disparar un arma. Con esos hombres se formó el Cuerpo de Armas Extranjeras de Shanghái, quienes luego formarían el núcleo del Ejército Siempre Victorioso.

### Cuerpo de Armas Extranjeras de Shanghái
En 1860, en los muelles de Shanghái existían occidentales con diversa experiencia militar como "marineros dados de baja, desertores y otros vagabundos que hicieron de Shanghái su hogar temporal, e incluso los empleados remunerados podían verse tentados por la perspectiva de la aventura, los altos salarios y el botín." Ward reclutó a los occidentales que estén en los  muelles de Shanghái, sobrios o no, capaces de disparar un arma. Con esos hombres se formó el Cuerpo de Armas Extranjeras de Shanghái. Se decidió contratar extranjeros, porque el chino promedio de la época tenía poca comprensión de la puntería, ni mucho ímpetu para defender el trono manchú. Y no había tiempo para entrenar a los campesinos nativos en la guerra convencional china u occidental.
Este Cuerpo se formó para enfrentar a los Taiping, con el respaldo de los ministros y comerciantes locales de Shanghái, 
A nivel diplomático, aún existían tensiones entre el imperio manchú y las potencias occidentales. Las fuerzas imperiales manchúes no deseaban mostrar su confianza en las potencias occidentales. Los diplomáticos y militares de las potencias occidentales desalentaban la participación extranjera en los asuntos internos de China. Los primeros desconfiaban de los occidentales porque les eran extraños y habían ganado una guerra recientemente. Los segundos, porque los Taiping tenían capacidad de bloquear el comercio al bloquear el río Azul desde el interior hasta Shanghái en caso de que se violara la neutralidad.
Para junio de 1860, Ward tenía una fuerza de 100 occidentales, entrenados en las mejores armas que pudo conseguir, pistolas Colt y rifles. Antes que las tropas estén correctamente entrenadas, los patrocinadores de Ward le obligaron a llevarlas a la acción junto con las fuerzas imperiales. Ward protesto, pero no convenció a sus patrocinadores . Acompañó a los imperiales y reconquistaron dos ciudades capturadas. Los patrocinadores obligaron al Cuerpo a asaltar la ciudad de Sung-Chiang (actual Songjiang), esta se hallaba en manos de los Taiping que la habían fortificado. El Cuerpo atacó la ciudad sin artillería, y el ataque fracasó. El cuerpo regreso derrotado a Shanghái. 
A mediados de julio, Ward había reclutado más occidentales y más de 80 "hombres de Manila" (filipinos), y compraron varias piezas de artillería, y una vez más, sus fuerzas asaltaron Sung-Chiang (actual Songjiang) por segunda vez. Esta vez tuvieron éxito, pero a un costo enorme. De una fuerza de aproximadamente 250 hombres, 62 murieron y 100 resultaron heridos, incluido el propio Ward.
Ward y sus fuerzas ganaron gran notoriedad que atrajo a nuevos reclutas (porque la paga era atractiva, incluso si Ward desaconsejaba el saqueo), y enfureció a los occidentales locales que vieron a Ward como un elemento incendiario y filibustero que podría obligar a los Taiping a cortar el comercio. Los Taiping ahora eran conscientes de una fuerza nueva y poderosa contra ellos.
El 2 de agosto de 1860, Ward dirigió el Cuerpo de Armas Extranjeras contra Chingpu (上海青浦), una ciudad al norte de Sung-Chiang (actual Songjiang), otra de las ciudades que permitían el acceso a Shanghái. Los Taiping estaban preparados. El Cuerpo atacó, los Taiping esperaron el momento oportuno para atacar. Mientras el Cuerpo asaltaba un muro de la guarnición, los Taiping lanzaron una andanada fulminante de fuego de mosquete de corto alcance. En 10 minutos, el Cuerpo de Armas Extranjeras había sufrido un 50% de bajas, y el propio Ward recibió un disparo en la mandíbula izquierda, con una herida de salida en la mejilla derecha, que lo marcó de por vida y le dejó con un impedimento del habla.
La fuerza se retiró y Ward regresó a Shanghái para recibir tratamiento médico e intentar reclutar más fuerzas y comprar artillería adicional. Varios días después, él y los restos del Cuerpo de Armas Extranjeros sitiaron Chingpu y le bombardearon con artillería. En ese momento, el mejor líder militar de Taiping, Li Xiucheng (李秀成), llamado Zhong Wang (忠王) o "El Rey Fiel", envió 20 000 soldados río abajo para romper el asedio. Al ver esto, el Cuerpo de Armas Extranjeras huyó rumbo a Sung-Chiang (actual Songjiang). Ahí, el segundo al mando de Ward, Henry Andres Burgevine (otro mercenario de origen estadounidense), mantuvo unido al Cuerpo, pero pronto "dejó de funcionar como una entidad organizada".
Ward regresó a Shanghái para recibir tratamiento adicional de su herida, y estuvo allí mientras las fuerzas de Li Xiucheng asediaban  Sung-Chiang (actual Songjiang). Ward salió de Shanghái (aparentemente en secreto) a fines de 1860 para recibir un tratamiento adicional de su herida facial, mientras que los restos del Cuerpo permanecieron más o menos bajo el mando de Burgevine.
No está claro si Yang seguía financiando el Cuerpo a fines del otoño de 1860, pero al regreso de Ward en la primavera de 1861, Ward pudo atraer antiguos integrantes del Cuerpo de regreso a su empleo. Después de su regreso, Ward reclutó y entrenó reemplazos para el Cuerpo de Armas Extranjeras, ofreciendo términos lo suficientemente atractivos como para provocar la deserción de muchos marineros provenientes de buques de guerra británicos.
Ward, que enfrentaba el arresto y numerosas dificultades políticas derivadas del deseo de los gobiernos occidentales de permanecer neutrales, optó por convertirse en súbdito del emperador manchú al contraer matrimonio con una mujer china. Además, el gobernador provincial de Shanghái (que resultó ser uno de los patrocinadores de Ward) presentó documentos falsificados (Ward no se convertiría en ciudadano hasta febrero) que demostraban su ciudadanía china.
Estos documentos fueron lo suficientemente convincentes como para que el cónsul de EE. UU. se negara a procesarlo. Ante este impase, el almirante británico James Hope encarceló a Ward en una habitación de su buque insignia. Así buscaba evitar que más británicos se vieran atraídos al servicio militar Qing. Ward saltó por una ventana abierta una noche y desapareció rápidamente.
En mayo de 1861, Ward dirigió una vez más al Cuerpo de Armas Extranjeras a la batalla en Chingpu y, una vez más, el asalto fracasó, con numerosas bajas. Este fue el último compromiso importante del Cuerpo de Armas Extranjeros en su configuración "principalmente occidental".
Ante este fracaso, Ward reformó el Cuerpo de Armas Extranjeras. Reformó el Cuerpo, a tal nivel que podemos decir que creó uno nuevo. Los hombres más confiables del Cuerpo formaría el núcleo de una fuerza de combate efectiva, compuesta principalmente por chinos locales.

### Comandante del Ejército Siempre Victorioso
El crédito por el concepto de entrenar a los chinos en tácticas militares occidentales y armarlos con el mejor armamento disponible a veces se le da a Ward, otras veces a Li Hongzhang, un comandante imperial local "al que se le ordenó cooperar y vigilar al ingobernable contingente de Ward". y otras veces a Burgevine, quien según algunos comenzó el entrenamiento mientras Ward se estaba recuperando, inspirado por la vista de un equipo de artillería chino actuando bajo la dirección francesa.
Quizás otro factor en la reconsideración de las tropas chinas locales fue el estado de ánimo cambiante del campesinado local. Donde antes no estaban dispuestos a luchar por la primacía manchú, ahora estaban constantemente amenazados y, en algunos casos, ocupados por fuerzas Taiping que, a pesar de su origen "celestial", eran despiadadas en su trato con las poblaciones locales. De hecho, en muchos casos se formaron milicias informales para expulsar a las fuerzas Taiping y realizar operaciones de guerrilla.
En el verano de 1861, la "mano derecha" de Xue Huan, Wu Xu (吳煦) estableció un campo de entrenamiento en Sung-Chiang (actual Songjiang) (松江), donde Ward estableció su base de operaciones. Trabajando con los mejores combatientes del Cuerpo de Armas Extranjeras y con el apoyo de un sólido Cuartel General, Ward entrenó a un número cada vez mayor de chinos en armas pequeñas occidentales, artillería, tácticas, costumbres y ejercicios y ceremonias. Las tropas chinas, tanto Taiping como imperiales, "tenían una fe persistente... en el poder intimidatorio del ruido".
Incluso los entrenó para responder a los toques de corneta occidentales y las órdenes verbales (dadas en inglés). Los vistió con uniformes utilitarios de estilo occidental, codificados por colores para las ramas de las armas (infantería o artillería), con turbantes al estilo de los cipayos indios. Este atuendo, hizo que la población local les llame "Imitadores de demonios extranjeros". Con el tiempo, a medida que las tropas demostraron su efectividad, tanto en la plaza de armas como en el campo de batalla, sus distintos uniformes se convertirían en un motivo de orgullo.
Otro punto de orgullo era su salario, que era alto y consistente para los estándares chinos. La paga era alta en parte para atraer nuevos reclutas a trabajos peligrosos, pero también compensaba la prohibición  hacia el "saqueo". Ward desalentó enérgicamente el saqueo, ya que sabía que la práctica volvía a las poblaciones locales contra sus "libertadores", lo que le restaría movilidad. Otros beneficios ofrecidos a los hombres de Ward incluyeron mejores raciones, alojamiento y, por supuesto, mejores posibilidades de supervivencia en el combate.
Para enero de 1862, con alrededor de mil soldados chinos entrenados y listos, Ward declaró que su unidad estaba lista para el campo, para alivio de sus patrocinadores de Shanghái, particularmente de Yang Fang, quien había invertido significativamente fondos gubernamentales y privados en la fuerza. reclutamiento, armas y suministros. Esto fue oportuno, ya que en el mismo mes, las fuerzas de Chung Wang volvieron a entrar en esa región con más de 120.000 soldados, en un intento de aislar primero y luego entrar y ocupar Shanghái.
Ward, dio la bienvenida al conflicto y confiaba absolutamente en la capacidad de sus tropas para defender su cuartel general de Songjiang, mientras operaban simultáneamente como "columnas voladoras" para ser dirigidas a áreas estratégicas y vulnerabilidades de Taiping. Pronto tuvo varias oportunidades para probar esta confianza.
A mediados de enero, tiempo donde los caminos se llenan de nieve, a unas 10 millas al norte de Shanghái en Wu-Sung (actual Wusong), y a más de 25 millas de su propio cuartel general, Ward dirigió a su nuevo ejército a la acción, bajo una pancarta con una traducción china de su propio nombre que decía " HUA" (華, 华). Pese a ser menor su número, sus fuerzas expulsaron a los Taiping de sus posiciones. Una semana más tarde, después de una marcha de regreso, las fuerzas de Ward atacaron la ciudad de Guangfulin, ocupada por más de 20.000 soldados Taiping, a solo cinco millas del cuartel general de Ward.
Ward, a la cabeza de quinientos hombres, atacó la ciudad sin apoyo de artillería. Los defensores, al ver el extraño atuendo, la habilidad militar y el liderazgo extranjero de sus propios compatriotas, vacilaron y "se llenaron de consternación y huyeron precipitadamente.
En febrero, nuevamente enfrentándose a las fuerzas de Taiping que se movían cerca de su área de entrenamiento, Ward con quinientos soldados, en operaciones conjuntas con los comandantes imperiales locales, expulsó a los rebeldes de Yinchipeng, Chenshan, Tianmashan y otras áreas alrededor de Songjiang. En el curso de estas acciones, miles de Taiping fueron asesinados o heridos, mientras que el propio Ward sufrió cinco heridas, incluida la pérdida de un dedo por una bala de mosquete.
Li Xiucheng, con 20000 hombres, atacó Songjiang defendida por una guarnición de 1500 hombres. Las fuerzas rebeldes quedaron bajo el fuego de la artillería camuflada y perdieron a más de 2000 hombres. Inmediatamente después, la infantería salió de la ciudad contra los rebeldes y aisló y capturó a otros 800, mientras capturaban una gran cantidad de barcos que transportaban suministros y armas a los Taiping. Los Taiping se batieron en una retirada apresurada
Esto incrementó la reputación de Ward entre toda la gente del área de Shanghái: Chinos fieles a los Qing, Taiping y occidentales. A partir de este momento, los principales comandantes y políticos occidentales lo apoyarían, los fondos para las tropas fluirían con relativa libertad de las arcas imperiales y sus decisiones ya no serían cuestionadas por sus patrocinadores en Shanghái.
Para marzo de 1862, la fuerza de Ward sería nombrada oficialmente por el gobierno de Qing, y para la historia, como el "Ejército Siempre Victorioso", y Ward mismo sería nombrado como un mandarín de cuarto rango, y luego como mandarín de tercer rango, altos honores de la corte manchú para un "bárbaro".
A lo largo de 1862, el Ejército Siempre Victorioso (常勝軍) estaría a la altura de su nombre, derrotando repetidamente a oponentes numéricamente superiores, a menudo en posiciones atrincheradas. Además, su presencia en el campo de batalla y el ejemplo de soldados chinos alentaban a las unidades imperiales de Anhui comandadas por Li Hongzhang (fiel al imperio manchú).
Durante el verano, Chung Wang, general Taipei, recibió refuerzos. Debido a su limitado número, Ward necesitaba garantizar la movilidad de sus tropas, pero se enfrentaba al deficiente sistema de carreteras de los Qing. Para solucionar este problema consiguió vapores fluviales, lo que le permitió usar los ríos y los canales como pasadizos. El propio Li Xiucheng más tarde "atribuyó sus derrotas en el área de Suzhou a los vapores occidentales. Él consideraba que sus fuerzas terrestres de Taiping podían enfrentarse a los 'diablos extranjeros', en tierra, pero no en agua".
Los cortesanos manchú desconfiaban de Ward. Además de se extranjero, no se había afeitado la frente, no se había realizado una coleta o ni andaba con túnica de mandarín. Por esto la corte limitaba el tamaño de la unidad muy por debajo de su potencial, y le daban a Ward mucho menos control del que tendría un comandante con más inclinaciones confucianas.
Para septiembre, el Ejército Siempre Victorioso contaba con más de 5.000 hombres, organizados en cuatro batallones y un cuerpo de artillería, con varios barcos fluviales utilizados para el transporte y artillería móvil.

### Composición del Ejército Siempre Victorioso
Composición del Ejército Siempre Victorioso desde su fundación (con el nombre de Cuerpo de Armas Extranjeras de Shanghái), hasta la muerte de Ward en septiembre de 1862.
- Junio de 1860: 100 mercenarios extranjeros (sin artillería en este momento)
- Julio de 1860: 250 mercenarios extranjeros, graves bajas, artillería presente a partir de esta fecha
- Agosto de 1860: más de 200 mercenarios extranjeros, bajas graves, quizás un 50 % de efectividad
- Diciembre de 1860: Cuerpo inactivo (¿y sin sueldo?) Mientras Ward está ausente
- Mayo de 1861: más de 200 mercenarios extranjeros, graves bajas
- Junio de 1861: más de 50 mercenarios extranjeros, campo de entrenamiento chino establecido
- Julio de 1861: 150 oficiales chinos + extranjeros
- Octubre de 1861: 400 oficiales chinos + extranjeros
- Noviembre de 1861: oficialmente 430 chinos + oficiales extranjeros, Spence afirma que quizás 3000 más en realidad + barcos fluviales y transportes armados
- Enero de 1862: 1000 oficiales chinos + extranjeros
- Mayo de 1862: 3000 oficiales chinos + extranjeros
- Septiembre de 1862: 5000 chinos + oficiales extranjeros y chinos

## Muerte

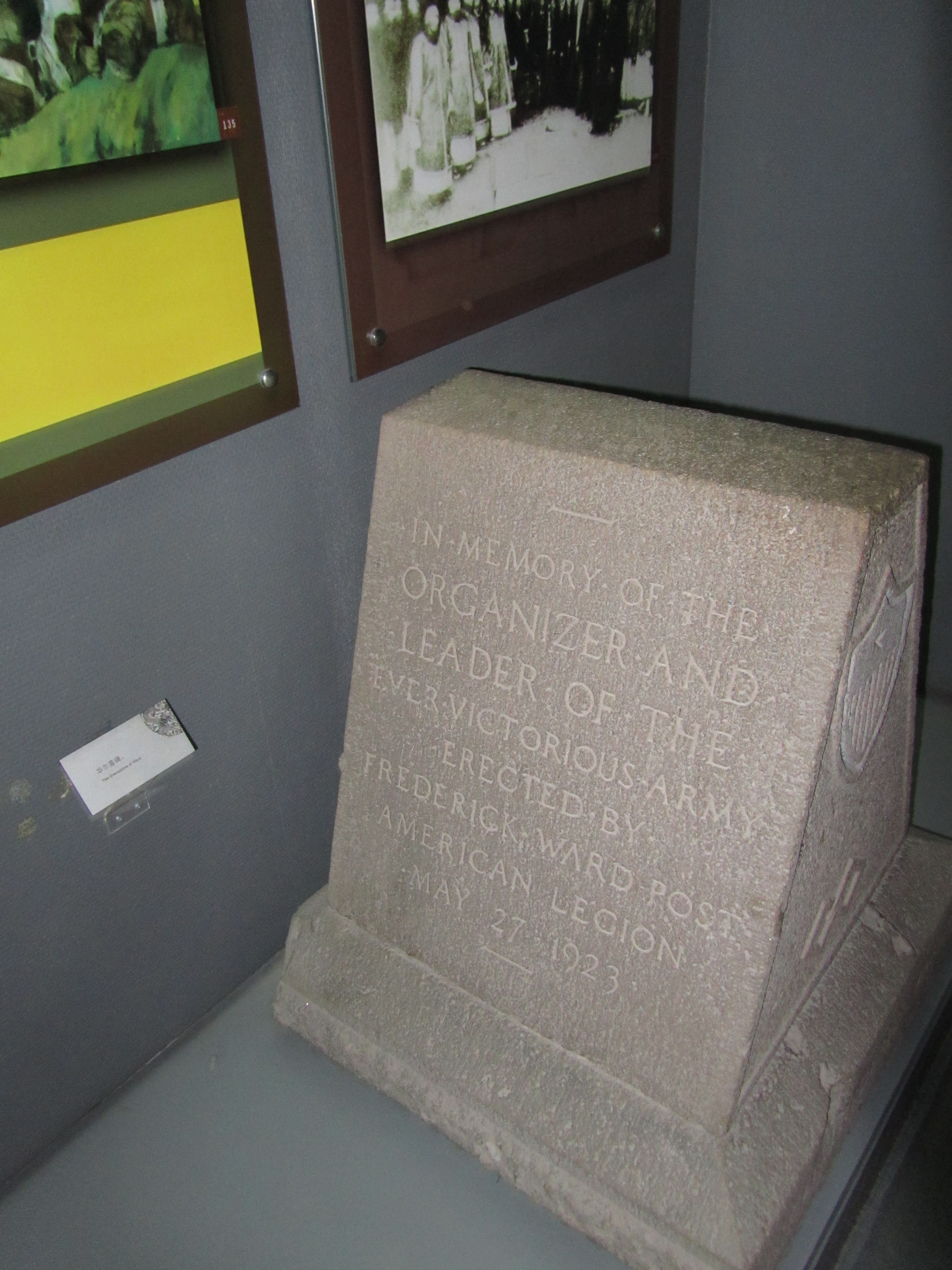
Lápida de Ward en el Museo de Historia del Reino de Taiping

El 21 de septiembre de 1862, Ward fue herido de muerte durante la Batalla de Tzeki, a unas 10 millas de Ningbo. Había recibido un disparo en el abdomen. Una versión afirma que fue herido en la base de la muralla de la ciudad. Ward, que había sobrevivido a 14 heridas anteriores en el campo de batalla, sobrevivió solo un día. Aprovechó este tiempo para dictar su testamento. En este, se aseguró que su hermano, hermana y esposa china: Chang Meihua, sean atendidos. Legó una gran suma de dinero para la causa de la Unión, bando al que apoyaba en la guerra civil que desangraba a su país. Murió en la mañana del 22 de septiembre de 1862. 

## Legado
Fundó el Ejército Siempre Victorioso, un desarrollo militar que hizo posible el famoso éxito de Gordon en China. Parte de la fama de Gordon se debe a su dramática muerte en Jartum años después de la Rebelión de Taiping.
Ha habido varios libros sobre Ward y el ejército siempre victorioso de los contemporáneos y biógrafos de Ward publicados en el siglo transcurrido desde su muerte que buscan reconocer las contribuciones de Ward. El éxito de ventas, The Devil Soldier (1992), del renombrado historiador y novelista Caleb Carr, fue seleccionado para una película poco después de su publicación. El actor Tom Cruise y el director John Woo estaban desarrollando una película con guion de Carr, pero el proyecto nunca se completó.

### Restos físicos y monumentos
Solo hay dos monumentos estadounidenses a Ward, ambos en Salem, Massachusetts: una lápida en una tumba vacía y una colección de materiales que detallan su vida. Según Caleb Carr, "los restos de Ward fueron desenterrados, y su tumba y santuario fueron destruidos y pavimentados. Se desconoce el paradero de los huesos de Ward. Es casi seguro que han sido destruidos. Una lápida simple sobre un cenotafio en Salem es el único monumento a este aventurero estadounidense más notable del siglo XIX".
Ward también es recordado en una iglesia católica romana de Songjiang y en un museo de Nankín. Un visitante escribió: "La tumba de Ward, un protestante, reverenciado como un héroe confuciano chino, con un templo en su honor, ahora se encuentra bajo el altar de una iglesia católica romana [construida en 1982], mientras que la tierra en sí es propiedad de el monasterio budista local en un estado comunista... Ward no ha sido olvidado en Songjiang y la memoria local aún conserva los huesos de Ward bajo el altar mayor de la iglesia católica". Los logros de Ward están documentados en el Museo de la Rebelión de Taiping en Nankín.